# 崔大德
崔大德（1523年—？） ，字子谦，号临溪，山西潞安府長治縣人，明朝政治人物，同進士出身。

## 生平
嘉靖十九年（1540年）庚子科山西鄉試第二十九名，嘉靖三十二年（1553年）癸丑科進士。與族侄崔宗堯同榜。礼部观政，授河南鄢陵縣知县，起復補饒陽縣，调陕西临潼县，补直隶大名府同知，调真定府，升直隶广平府知府。

## 家族
曾祖崔茂；祖父崔鑄；父崔鶴。前母閻氏；前母趙氏；母霍氏。